# Mokoboxane
Mokoboxane è un villaggio del Botswana situato nel distretto Centrale, sottodistretto di Boteti. Il villaggio, secondo il censimento del 2011, conta 1.594 abitanti.

## Località
Nel territorio del villaggio sono presenti le seguenti 6 località:
- Guguga Gate di 2 abitanti,
- Machana,
- Mokoboxane Gate,
- Titsharoga di 3 abitanti,
- Tsumingao di 14 abitanti,
- Xhaago di 48 abitanti